# Dodecahema
Dodecahema, monotipski biljni rod iz porodice dvornikovki. Jedina vrsta je D. leptoceras, jednogodišnja raslinja iz Kalifornije. Do 2010. godine bila je poznata u 20 populacija u okruzima Los Angeles, San Bernardino i Riverside.
D. leptoceras se pojavljuje u različitim tipovima vegetacije. Istraživanja na 8 lokacija nisu pronašla nijednu indikatorsku vrstu koja se dosljedno pojavljuje s D. leptoceras, i on očito nije ograničen tipom vegetacije; njegova staništa karakteriziraju edafski čimbenici.

## Sinonimi
- Centrostegia leptoceras A.Gray; Proc. Amer. Acad. Arts 8: 192 (1870)
- Chorizanthe leptoceras (A.Gray) S.Watson; Proc. Amer. Acad. Arts 12: 269 (1877)
- Eriogonella leptoceras (A.Gray) Goodman